# Sánchez Ramírez
Sánchez Ramírez és una província de la República Dominicana. Localitzada al sud de la regió sud del Cibao, està dividida en 4 municipis sent la seva capital Cotuí. Limita al nord amb la província de Duarte; a l'est i al sud amb Monte Plata ; a l'oest i sud-oest amb Monseñor Nouel; i al nord-oest amb La Vega. Fins al 1952 fou part de la província de Duarte i fou anomenada després del Brigadier Juan Sánchez Ramírez, heroi de la Batalla de Palo Hincado (1808) en la que els rebels espanyols van derrotar les forces d'ocupació franceses.
Des del 20 de juny de 2006 la província està dividida en els següents municipis i districtes:
- Cevicos, districtes municipals: La Cueva i Platanal
- Cotuí, districte municipal: Quita Sueño
- Fantino
- La Mata, districte municipal: Angelina i La Bija

Taula dels municipis amb la seva població segons el cens de 2012.
| Nom                             | Població total | Població urbana | Població rural |
| ------------------------------- | -------------- | --------------- | -------------- |
| Cevicos                         | 12.589         | 4.285           | 8.304          |
| Cotuí                           | 79.596         | 48.998          | 30.598         |
| Fantino                         | 22.487         | 8.587           | 13.900         |
| La Mata                         | 42.785         | 11.478          | 31.307         |
| Total província Sánchez Ramírez | 157.457        | 73.348          | 84.109         |